# Volgens de letter van de wet
Volgens de letter van de wet is een hoorspel van Rodney Wingfield. Letter Of The Law werd op 28 april 1971 door de BBC uitgezonden. Paul Vroom vertaalde het en de TROS zond het uit op woensdag 5 februari 1975 (met een herhaling op zondag 21 juni 1987). De regisseur was Harry Bronk. Het hoorspel duurde 62 minuten.

## Rolbezetting
- Tonny Foletta (agent Kendric)
- Hans Veerman (brigadier-rechercheur Shaw)
- Corry van der Linden (Joan Shaw)
- Jan Borkus (inspecteur Nash)
- Paul van der Lek (commissaris Wiltshire)
- Bob Verstraete (inspecteur Johnson)
- Jan Wegter (stem door politieradio)
- Frans Vasen (agent-hondengeleider)

## Inhoud
Inspecteur Shaw is gedegradeerd tot de rang van brigadier, omdat hij een geboeide arrestant heeft geslagen waardoor diens kaakbeen brak, is nu naar een ander bureau overgeplaatst. Hij zal daar moeten samenwerken met inspecteur Nash, die dat helemaal niet waardeert. Commissaris Wiltshire is echter blij met de versterking, want hij zit nog met zeven onopgehelderde roofovervallen…